# Wölkau (Heidenau)
Wölkau ist ein Ortsteil der Stadt Heidenau im Landkreis Sächsische Schweiz-Osterzgebirge, Sachsen.

## Geographie

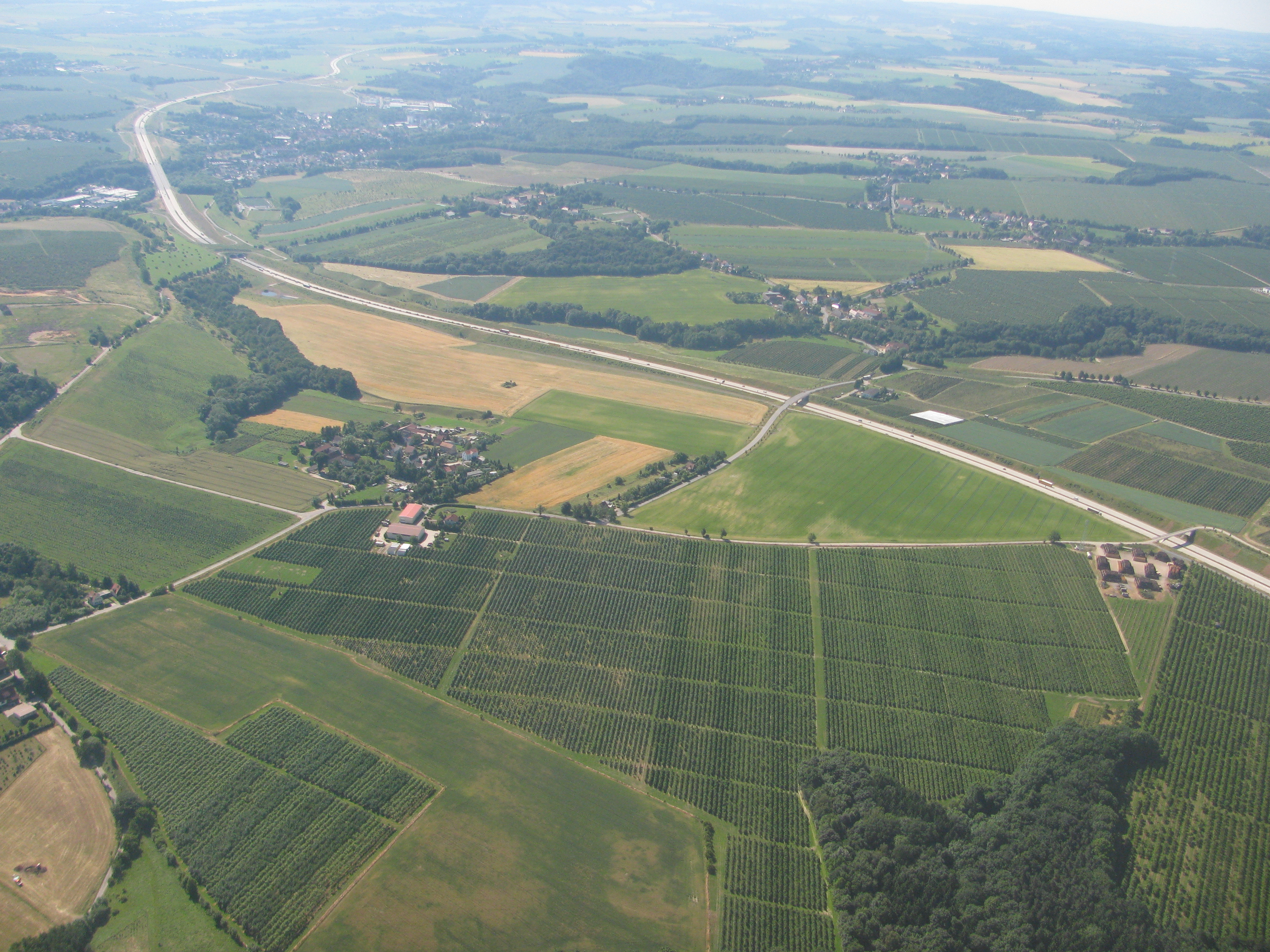
Wölkau aus der Vogelperspektive

Wölkau liegt im äußersten Westen der Stadt Heidenau. Es befindet sich auf der Hochfläche zwischen Müglitz im Osten und Lockwitzbach im Westen südlich des Elbtalkessels. Östlich von Wölkau gräbt sich ein kleines Seitentälchen des Rietzschkebachs ins Gelände ein, westlich des Ortes liegt das Quellgebiet des Maltengrabens. Die mit einer Fläche von 39 Hektar sehr kleine Wölkauer Flur wird landwirtschaftlich und für den um Borthen verbreiteten Obstbau genutzt. Wölkau grenzt fast rundum an die Städte Dohna (im Westen, Süden und Osten) sowie Dresden (im Norden). Nur im äußersten Nordosten der Flur, im Bereich des Lugberges, besteht eine etwa 100 Meter breite Verbindung zum übrigen Heidenauer Stadtgebiet. Einziger an Wölkau angrenzender Stadtteil Heidenaus ist Gommern. Benachbarte Dresdner Stadtteile sind Kleinluga im Norden und Lockwitz im Nordwesten. Im Südwesten grenzt Borthen, im Süden Bosewitz und im Osten die Flur Meuscha an, die alle zu Dohna gehören.
Der Stadtteil Wölkau besteht ausschließlich aus dem alten Dorfkern, einem lockeren Rundling. Die Adresse aller Häuser lautet wegen der geringen Größe des Ortes schlicht Wölkau, ergänzt durch die jeweilige Hausnummer. Im Nordwesten tangiert die Grenzstraße die Ortslage. Westlich von Wölkau zweigt sie sich in zwei Straßen auf, die den Stadtteil mit Borthen und Bosewitz verbinden. Am nördlichen Ende der Wölkauer Flur trifft die Grenzstraße auf die Dresden-Teplitzer Poststraße, die in diesem Bereich Lockwitzer Straße heißt. Über sie sowie die Lugturmstraße führt die Straßenverbindung ins übrige Heidenauer Stadtgebiet. Die Bundesautobahn 17 führt knapp 500 Meter südlich an Wölkau vorbei, verläuft jedoch über Bosewitzer Flur. Die nächste Anschlussstelle ist Heidenau und befindet sich 1,5 Kilometer westlich von Wölkau. Eine direkte ÖPNV-Anbindung gibt es in Wölkau nicht.

## Geschichte

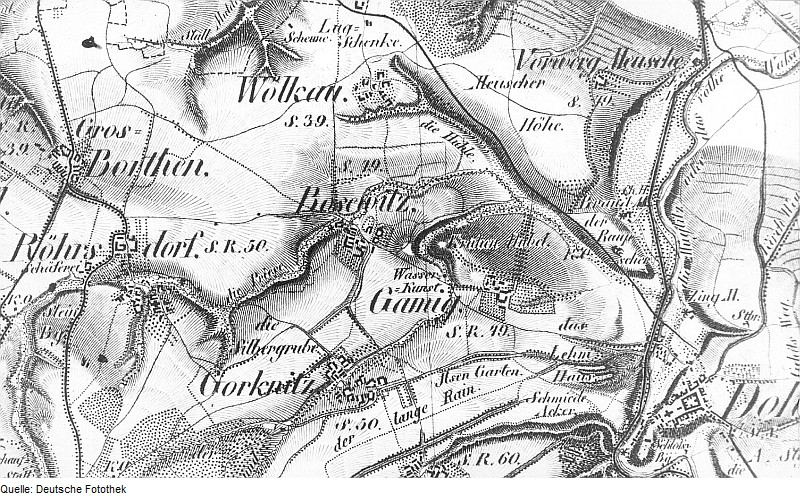
Wölkau auf einer Karte aus dem 19. Jahrhundert

Die dem Ortsnamen zugrundeliegende altsorbische Urform dürfte *Viľkov- oder *Veľkov- lauten. Er geht auf *Viľk oder *Veľk zurück, einen dem deutschen Wolf entsprechenden Vornamen eines slawischen Lokators. Er bedeutet somit „Siedlung eines Viľk oder Veľk“. Unsicher ist die Zuweisung des 1350 erwähnten Ortsnamens „Welkuz“. Dass Wölkau 1445 als „Welckow“ erwähnt wird, ist dagegen belegt. Mitte des 16. Jahrhunderts nennen Schriftstücke das „Wüste Dorff Welckwa“ und „eine wüeste margk, heyst der Welck, hat 3 huffen“. Demnach war der Ort damals eine Wüstung. Um 1600 standen „Vfm Welgk 8 Heuser“. Weitere Schreibweisen waren „Wölcke“ und „Welckau“. Noch 1875 war neben der aktuellen Form auch „Wölka“ gebräuchlich.
Wölkau war von einer Block- und Streifenflur umgeben. Eingepfarrt war und ist der Ort seit Jahrhunderten nach Dohna in die Marienkirche. Die Besitzer des Ritterguts Borthen übten die Grundherrschaft in Wölkau aus. Die Verwaltung des Ortes oblag zunächst der Pflege Dohna, seit dem 16. Jahrhundert dem Amt Pirna und 1856 dann dem Gerichtsamt Pirna. Auf Grundlage der Landgemeindeordnung von 1838 erlangte Wölkau Selbstständigkeit als Landgemeinde. Diese war 1875 Teil der Amtshauptmannschaft Pirna. Am 1. Juli 1950 wurde Wölkau nach Heidenau eingemeindet und gehörte mit diesem ab 1952 zum Kreis Pirna, aus dem neben anderen Kreisen 1994 zunächst der Landkreis Sächsische Schweiz und 2008 der Landkreis Sächsische Schweiz-Osterzgebirge hervorging.

### Einwohnerentwicklung
| Jahr | Einwohner      |
| ---- | -------------- |
| 1764 | 10 Gärtner     |
| 1834 | 77             |
| 1871 | 59             |
| 1890 | 71             |
| 1910 | 76             |
| 1925 | 86             |
| 1939 | 82             |
| 1946 | 87             |
| 1950 | siehe Heidenau |